# منطقة البلطيق

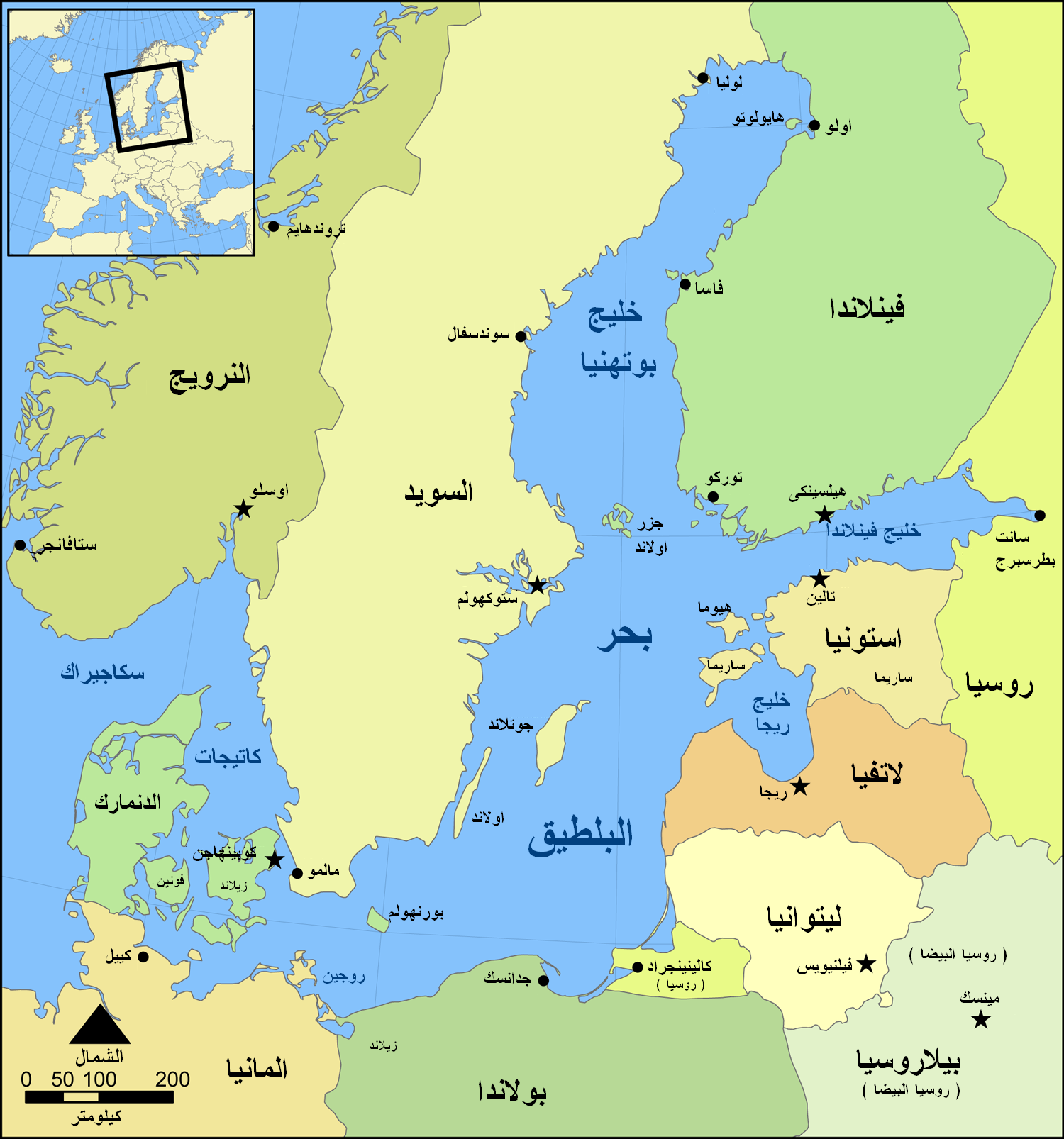
خريطة لبحر البلطيق

تشير تسمية منطقة البلطيق إلى الدول المحيطة ببحر البلطيق.
- الدول المطلة على بحر بلطيق: الدنمارك إستونيا ولاتفيا وفنلندا وألمانيا ولتوانيا وبولندا وروسيا والسويد.